# 대전도시공사
대전도시공사(大田都市公社)는 대전광역시의 주택 개발과 지역 발전을 위해 설립된 공기업이다.

## 연혁
- 1993. 02. 20 대전광역시 한밭개발공사 창립
- 1993. 05. 01 환경사업 개시
- 1995. 07. 01 대전광역시공영개발사업 인수
- 1997. 01. 01 대전광역시도시개발공사로 명칭변경
- 2001. 02. 16 공기업 경영대상 대통령상수상, 4년 연속 우수 공기업 평가
- 2002. 05. 05 대전동물원 개원
- 2005. 10. 18 지방공기업 경영평가결과 최우수공기업(1위) 선정
- 2006. 09. 20 2006년 노사문화우수기업 선정
- 2007. 02. 15 2006년 지방공기업 혁신평가 우수공기업 선정
- 2009. 04. 13 대전도시공사로 명칭변경
- 2009. 05. 01 대전 오-월드 개장(플라워랜드 개장)
- 2012. 04. 23 현재의 위치로 사옥 이전(중구 중앙로 118)

## 위치
- 본사: 대전광역시 중구 중앙로 118
- 환경자원사업소: 대전광역시 유성구 불무로 186 (금고동)
- 환경에너지사업소: 대전광역시 대덕구 대덕대로1284번길 191 (신일동)
- 환경사업소: 대전광역시 중구 유등천동로 720 (중촌동)